# 코리아 헌터
《코리아 헌터》는 2012년 11월 7일부터 2014년 11월 26일까지 방송된 교양 프로그램이다.

## 기획 의도
한국에서 별난 인생을 사는 기상천외한 인물과 풀리지 않는 사건 속에 숨겨진 미스터리한 사건 등 시청자들의 제보를 바탕으로 심층 취재해 소개하는 프로그램이다.

## 방송 시간
- 2012년 11월 7일 ~ 2014년 11월 26일 : 매주 수요일 오후 8시 50분

## 비고
- 코리아 헌터는 CJ헬로비전의 지역 채널에서도 수시로 방송된다.

## 같이 보기
- PD수첩, TV특종 놀라운 세상 (MBC TV)
- 순간포착 세상에 이런일이 (SBS TV)
- 특종세상 (MBN)
- NEW 코리아 헌터, 아시아 헌터 (TV조선)
- 라디오 동의보감, 밤의 디스크쇼 (MBC 표준FM)